# Реддік (Іллінойс)
Реддік (англ. Reddick) — селище (англ. village) в США, в округах Канкакі і Лівінґстон штату Іллінойс. Населення — 199 осіб (2020).

## Географія
Реддік розташований за координатами 41°5′54″ пн. ш. 88°14′55″ зх. д. / 41.09833° пн. ш. 88.24861° зх. д. (41.098274, -88.248676).  За даними Бюро перепису населення США в 2010 році селище мало площу 0,64 км², уся площа — суходіл.

## Демографія
Згідно з переписом 2010 року, у селищі мешкали 163 особи в 64 домогосподарствах у складі 43 родин. Густота населення становила 255 осіб/км².  Було 80 помешкань (125/км²).
Расовий склад населення:
| - 98,8 % — білих - 1,2 % — осіб інших рас |

До двох чи більше рас належало 0,0 %. Частка іспаномовних становила 1,8 % від усіх жителів.
За віковим діапазоном населення розподілялося таким чином: 27,6 % — особи молодші 18 років, 54,6 % — особи у віці 18—64 років, 17,8 % — особи у віці 65 років та старші. Медіана віку мешканця становила 39,5 року. На 100 осіб жіночої статі у селищі припадало 98,8 чоловіків;  на 100 жінок у віці від 18 років та старших — 76,1 чоловіків також старших 18 років.
Середній дохід на одне домашнє господарство  становив 83 210 доларів США (медіана — 62 250), а середній дохід на одну сім'ю — 96 069 доларів (медіана — 72 500). За межею бідності перебувало 4,2 % осіб, у тому числі 0,0 % дітей у віці до 18 років та 0,0 % осіб у віці 65 років та старших.
Цивільне працевлаштоване населення становило 151 осіб. Основні галузі зайнятості: освіта, охорона здоров'я та соціальна допомога — 29,1 %, роздрібна торгівля — 15,2 %, мистецтво, розваги та відпочинок — 13,2 %.